# Rezolucja Vandenberga
Rezolucja Vandenberga (ang. Vandenberg Resolution) – uchwała Nr 239 podjęta przez Senat Stanów Zjednoczonych 11 czerwca 1948 na wniosek senatora Arthura Vandenberga, przewodniczącego Senackiej Komisji Spraw Zagranicznych i tymczasowego zastępcy przewodniczącego Senatu.
Upoważniała rząd USA do zawierania układów zapewniających stałe i skuteczne (continuous and effective) prawo do samoobrony pojedynczej lub zbiorowej wedle art. 51 Karty ONZ, a także podjęcie wysiłków w celu osiągnięcia porozumienia między państwami ONZ w sprawie powszechnego ograniczenia zbrojeń.
W roku następnym podpisano Traktat Waszyngtoński tworzący NATO.